# Pièce commémorative de 1 dollar américain pour le centenaire du Lions Clubs international
La pièce commémorative de 1 dollar américain pour le centenaire du Lions Clubs international est une pièce commémorative, non circulante, frappée par la Monnaie des États-Unis en 2017 et émise par la Monnaie de Philadelphie.
Elle est autorisée par la loi publique 112-181 du 5 octobre 2012 qui demande au Secrétaire au Trésor de frapper des pièces afin de commémorer le 100e anniversaire de l'établissement du Lions Clubs International.
Les bénéfices tirés de la vente des pièces sont destinés à la Fondation du Lions Clubs International dans le but de poursuivre ses programmes pour les aveugles et les malvoyants aux États-Unis et à l'étranger ; investir dans les technologies d'adaptation pour les personnes handicapées ; et investir dans la jeunesse et les personnes touchées par une catastrophe majeure.

## Contexte
Fondé en 1917 par Melvin Jones, homme d'affaires et philanthrope de Chicago, le Lions Clubs International compte plus de 1,4 million de membres qui travaillent ensemble pour améliorer les communautés du monde entier. Il existe plus de 46 000 clubs associés et les dirigeants ont pour objectif de servir plus de 100 millions de personnes au cours de la célébration du centenaire de l'organisation, qui s'achève en juin 2018,.
Les efforts collectifs de ses bénévoles portent sur l'aide aux victimes de catastrophes locales et mondiales, sur des initiatives de lutte contre la rougeole dans le monde entier et sur l'éradication du cancer juvénile et du diabète. L'une des missions est son effort pour améliorer les problèmes de vue de centaines de millions de personnes aux États-Unis et dans le monde,.
À l'approche du 95e anniversaire de l'association en 2012, le Congrès adopte la loi sur les pièces commémoratives le 5 octobre de la même année,.

## Législation
Le projet de loi H.R.2139 est introduit à la Chambre le 3 juin 2011 par le représentant républicain de l'Illinois, Peter J. Roskam. Il demande au Secrétaire au Trésor de frapper des pièces afin de commémorer le 100e anniversaire du Lions Clubs International, créé en juillet 1917. Il est approuvé après débat et amendement le 10 septembre 2012 et envoyé au Sénat le lendemain. Celui-ci l'adopte également, le 22 septembre et le projet est présenté le 25 septembre au président Barack Obama qui le signe le 5 octobre 2012 pour en faire la loi publique 112-181,.

## Dessin
L'avers de la pièce représente le portrait de Melvin Jones, chef d'entreprise de Chicago et fondateur du Lions Clubs, associé au logo du Lions Club International. Il est conçu par Joel Iskowitz et sculpté par Joseph Menna, le futur graveur en chef de la Monnaie,.
Le revers représente un lion, une lionne et un lionceau superposés à un globe terrestre pour souligner le caractère mondial de l'organisation. Il est conçue par Patricia Lucas-Morris, du programme Artistic Infusion (AIP) et sculptée par Don Everhart,.

## Production et vente
La loi qui autorise la frappe de la pièce commémorative permet une émission maximale de 400 000 exemplaires. Les deux finitions du dollar, belle épreuve et brillant universel sont frappés à la Monnaie de Philadelphie. Le 9 novembre 2016 une cérémonie a lieu pour la frappe de la première pièce en présence de Rhett Jeppson de la Monnaie des États-Unis et J. Frank Moore III du comité du centenaire du Lions Clubs International,. La pièce est disponible à la vente à partir du 18 janvier 2017. 
Un total de 85,554 pièces de 1 dollar sont frappées dont 68 330 en qualité belle épreuve et 85 554 en version brillant universel. Les pièces belle épreuve sont vendues à un prix de départ de 47,95 dollars et les brillant universel pour 46,95 dollars. Ces prix augmenent de 5 dollars le 21 février 2017. Bien que les ventes lors des cinq premiers jours atteignent 30 456 exemplaires, les ventes totales dépassent à peine les 20 % de la frappe maximale autorisée.
Les bénéfices tirés de la vente des pièces sont destinés à la Fondation du Lions Clubs International dans le but de poursuivre ses programmes pour les aveugles et les malvoyants aux États-Unis et à l'étranger ; investir dans les technologies d'adaptation pour les personnes handicapées ; et investir dans la jeunesse et les personnes touchées par une catastrophe majeure.